# Michael Ehrhart
Michael Ehrhart (* 18. November 1953 in Landau; † 10. September 2017 in Kandel) war ein deutscher Werbefotograf, Porträtfotograf und Fotodesigner.

## Leben
Michael Ehrhart absolvierte ein Grafikdesignstudium an der Fachhochschule Mannheim, sammelte Erfahrungen als Kameraassistent von Gotthart Eichhorn in Frankfurt sowie als Fotoassistent in Paris und gründete dann sein eigenes Studio in Frankfurt. Er kombinierte dabei seinen Enthusiasmus mit der Begabung, komplizierte Aufgaben zu lösen. Schnell wurde er zu einem Fotografen, der auch sehr aufwändige Inszenierungen realisierte.
Er nutzte seine künstlerische Freiheit durch die Anwendung verschiedener Stilrichtungen. Einige seiner Fotos sind daher Klassiker der Werbefotografie, so zum Beispiel seine Serien für Milka, Condor, Fiat Panda und Rubbelpoker. Speziell seine surrealistischen Fotos für Die Bahn, Club Med und Citroën wurden zu unvergesslichen Vorreitern. Viele seiner Fotos wurden ausgezeichnet und in Ausstellungen präsentiert.
1991 erhielt er einen Lehrauftrag an der Hochschule für Bildende Künste Saar im Fachbereich Design und Porträtfotografie. Für einen beim Ball des Sports im Februar 2008 vorgestellten Bildband fotografierte er 41 Sportler von ihrer privaten Seite an Orten, an denen sie sich gerne aufhalten. Unter ihnen waren Heide Ecker-Rosendahl, Uli Hoeneß, Joachim Deckarm, Michael Groß, Franziska van Almsick, Dirk Nowitzki, Katja Seizinger und Steffi Graf.
Er lebte und arbeitete später in Kandel. Er verlagerte seinen Schwerpunkt von der Reklame in den journalistischen Bereich. Dabei befasste er sich mit dem Menschen und seinen Gesichtern sowie der Erde und ihren Landschaften. Er nutzte die Fotografie als vielschichtige Bestandsaufnahme der Realität, als Spiel mit dem Licht sowie als Verbindung mit dem Lebendigen.

## Veröffentlichungen
- mit Ann Kathrin Linsenhoff: Vorbild: Deutsche Sportler 1967–2007. Kehrer, Heidelberg 2008, ISBN 978-3-939583-81-3.